# Mike Verstraeten
Mike Verstraeten (Mechelen, 12 agosto 1967) è un ex calciatore belga, di ruolo difensore.

## Palmarès

### Club

#### Competizioni nazionali
- Campionato belga: 3

Mechelen: 1988-1989
Anderlecht: 1999-2000, 2000-2001
- Coppa del Belgio: 2

Mechelen: 1986-1987
Germinal Ekeren: 1996-1997
- Supercoppa del Belgio: 1

Anderlecht: 2000
- Coppa di Lega belga: 1

Aderlecht: 1999-2000

#### Competizioni internazionali
- Coppa delle Coppe: 1

Mechelen: 1987-1988
- Supercoppa UEFA: 1

Mechelen: 1988